# Joaquim Oliet i Cruella
Joaquim Oliet i Cruella (Morella, 16 de novembre de 1775 - Onda, 27 de novembre de 1849) fou un pintor neoclàssic valencià.

## Biografia
Joaquim Oliet, fill de Joaquim Oliet, pintor i daurador local, i Tomasa Cruella, ambdós naturals de Morella, neix en la mateixa capital dels Ports.

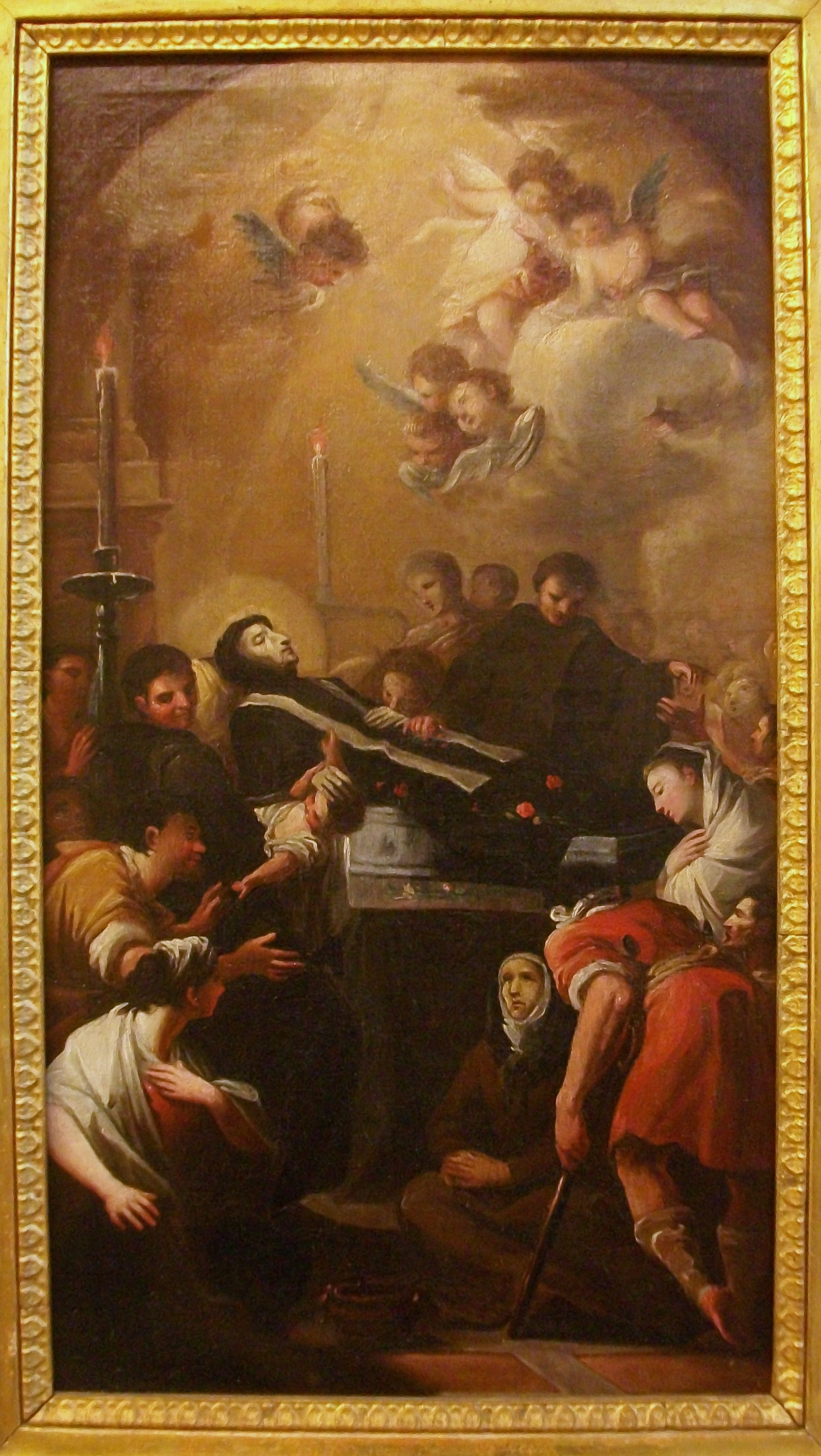

En 1786, als onze anys, inicia els seus estudis en l'Acadèmia de Belles Arts de Sant Carles de València, on destaca en les tècniques de l'oli, el temple i el fresc. Tingué com a professors a Josep Vergara i a José Camarón Boronat. Durant aquests anys a l'Acadèmia aconsegueix diversos premis que el situen com un dels millors alumnes de la seva promoció. Dels darrers anys com a estudiant a València es conserva un oli, còpia d'una obra de Maella, i uns quants dibuixos, alguns destinats a ésser gravats.
En 1796 finalitza els seus estudis i torna a Morella, on viurà un any, per a traslladar-se a Castelló, buscant ampliar les seves possibilitats professionals. El 15 de maig de 1798 casa amb Margarita Fabregat Andrío, filla del daurador Josep Fabregat, i mantindrà la residència en Castelló, ciutat on es troba l'obrador del seu sogre. És l'inici de la col·laboració d'Oliet i els Fabregat, que es mantindrà durant molts anys. A finals de 1797 o durant 1798 realitza la seva primera obra important, la decoració al fresc del primer pis de la façana de la Llotja del Cànem de Castelló.
Ràpidament comencen els encàrrecs, centrats en esglésies i ermites. Així entre els anys 1798 a 1803 treballa en Sant Mateu, Castelló, Almassora, San Vicente de Piedrahita, Morella i La Vall d'Uixó. En 1802 realitza el projecte de decoració efímera en el convent de Sant Agustí de Castelló amb motiu de la visita reial de la família de Carles IV, prova evident de la seva preeminència en Castelló.
El 5 de juny de 1803 obté el títol d'acadèmic supernumerari en l'Acadèmia de Belles Arts de Sant Carles i el 30 de juliol del mateix any és nomenat Revisor de pintures i gravats del Sant Ofici en l'arxidiòcesi de València, bisbat de Tortosa, bisbat de Sogorb, bisbat d'Albarrasí i bisbat de Terol. El reconeixement com acadèmic i la seva responsabilitat en el control i censura de les obres artístiques, li donà més encàrrecs.
Consolidat el seu prestigi, continua decorant nombrosos temples, així, de 1803 a 1810, treballa en Cinctorres, Vilanova d'Alcolea, Castelló, Torreblanca, Vilafamés, Borriana i Coves de Vinromà. També, en aquestes dates o un poc abans, treballa a Canet lo Roig. Es pot considerar el pintor de la ciutat de Castelló pels encàrrecs que obté de les autoritats locals. En aquest període, l'1 de maig de 1804, mor la seva dona, Margarita Fabregat.
Fidel a la monarquia legítima espanyola, quan Castelló és ocupada per les tropes franceses en setembre de 1811, s'exilia a Alcoi, afavorit per la presència d'un parent seu com a rector, i allí treballa. Quan es trasllada a treballar a Alfara de la Baronia i a Algemesí, també és ajudat per altre parent, Joan Baptista Oliet Adell, rector d'ambdues parròquies, qui a més de comitent fou l'ideòleg dels programes iconogràfics.
Entre 1814 i 1818 realitza treballs en Morella, Cinctorres, Benassal, Sucaina, Castellnou (Alt Palància), Petrés, Vilanova d'Alcolea i Benicarló, i en 1815 és nomenat acadèmic supernumerari de la Reial Acadèmia de Belles Arts de Sant Lluís de Saragossa.
En 1819 Joaquim Oliet és nomenat diputat per Castelló, fins al 1820, quan triunfa l'alçament liberal, i Oliet es veu obligat a exiliar-se per les seues idees reaccionàries, aquesta vegada a Algemesí, on es trobava el seu oncle Joan Oliet com a rector de la parròquia. Allí treballa en l'església i després en Alfarrasí. Quan acaba el Trienni liberal, retorna a Castelló i exerceix com a diputat altra vegada. També ocupa una regidoria de Castelló durant els anys 1827 a 1833, i és nomenat en 1828 administrador de la batllia de Borriana. No oblida la pintura i continua treballant en Càlig, Ibi i Vinaròs.
A partir de 1830, la seua producció artística es redueix, possiblement per la seua edat avançada i per alguna malaltia. Durant aquest període treballa a Suera, Atzeneta, Almassora i Onda. En 1833 es casa amb Manuela Sales, rica terratinent d'Onda, on passa a residir, i on mor l'any 1849 d'una afecció pulmonar.

## Obra

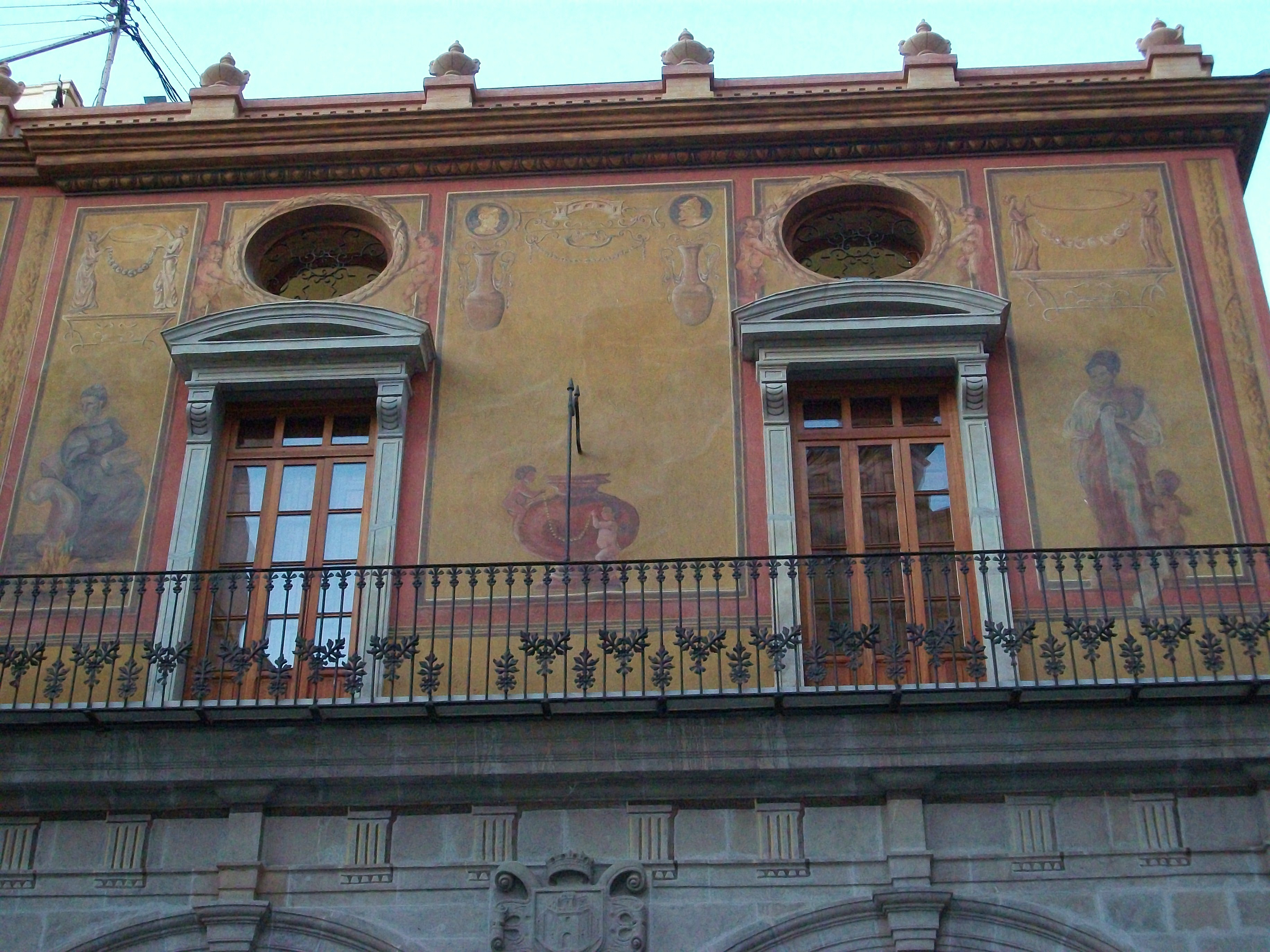

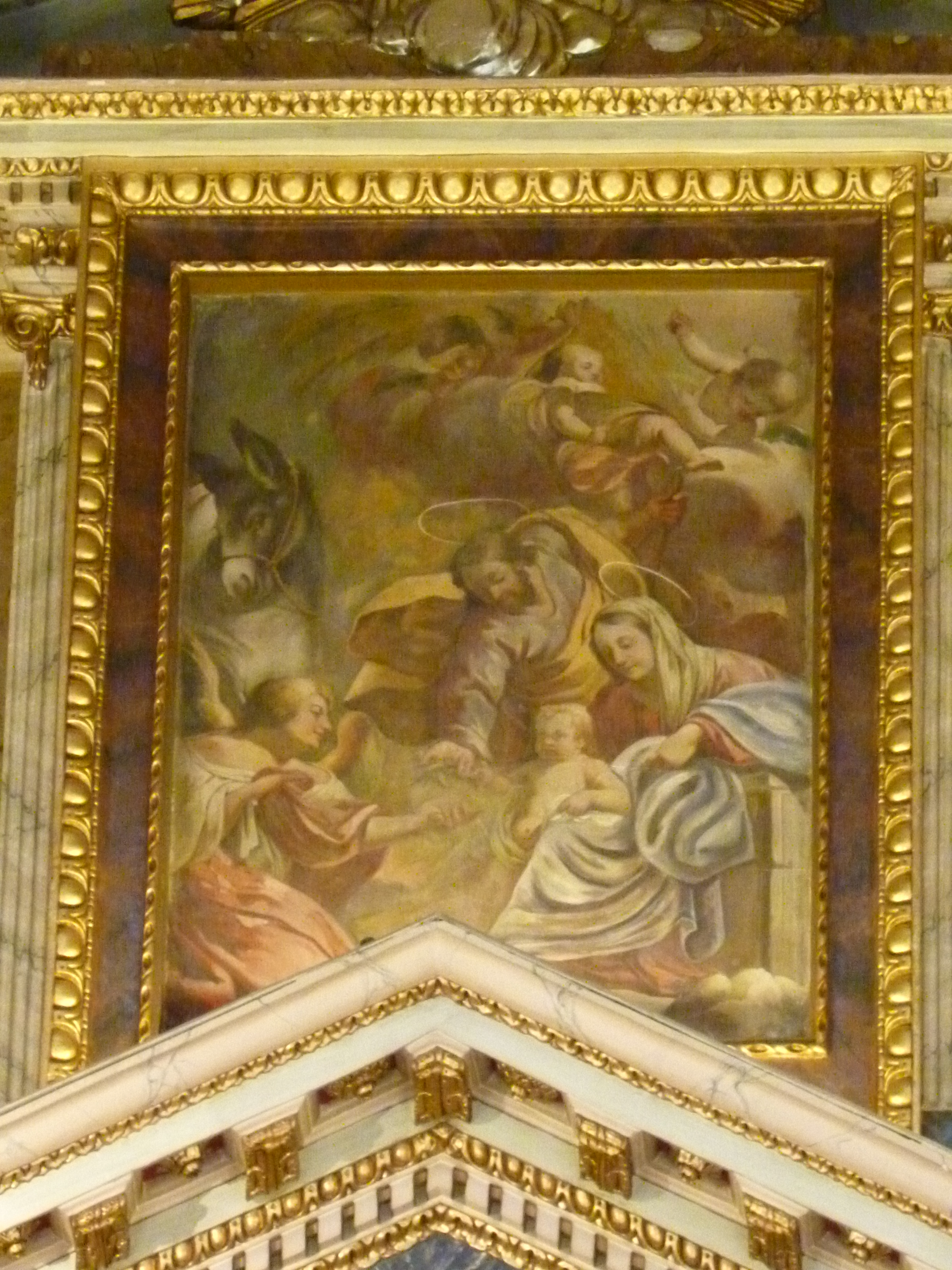

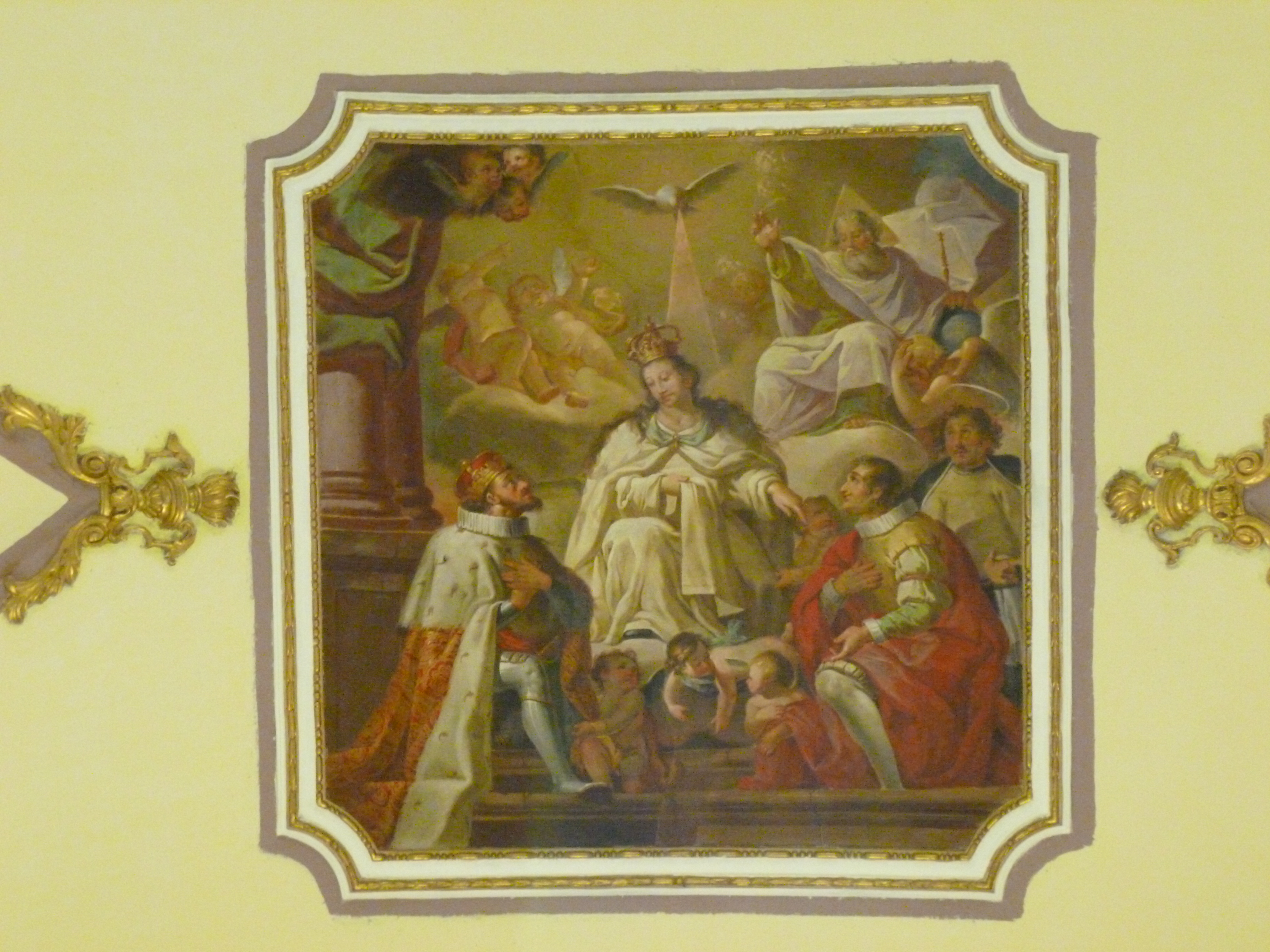

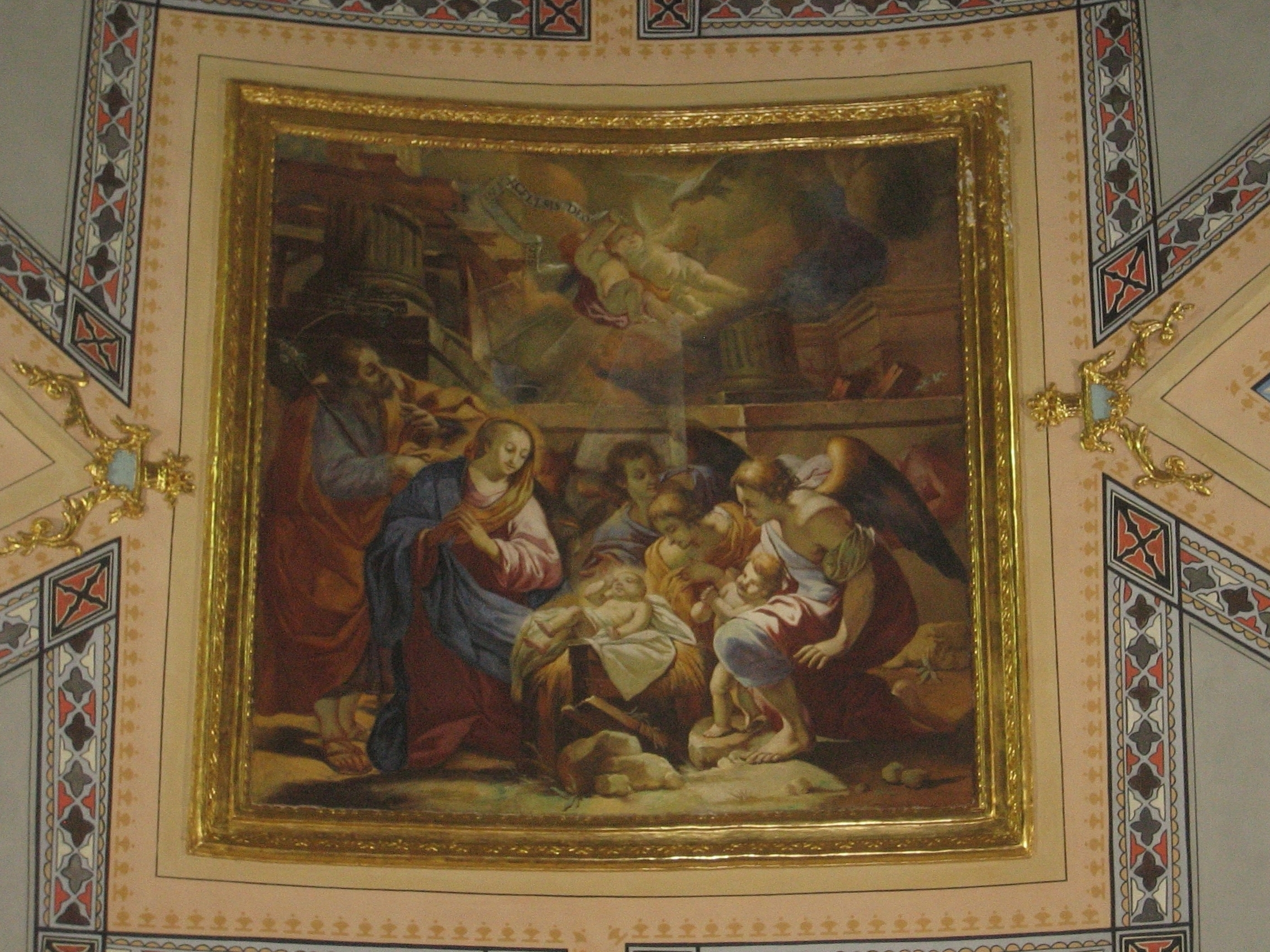

És un dels artistes valencians de la primera meitat del segle xix amb una producció més extensa, fonamentalment decorant esglésies i ermites amb conjunts iconogràfics que reflecteixen una gran unitat compositiva. Tingué una forta influència de Vergara, el seu mestre, en la utilització d'uns colors sense contrasts, on predominen els rosats i els blaus, aconseguí un bon domini del dibuix.
Utilitza la còpia de les obres de pintors valencians de la seva època com Josep Vergara o Lluís Antoni Planes, i els repertoris de làmines d'autors coetànis o anteriors, com Simon Vouet, Carlo Maratta, Corrado Giaquinto, Luca Giordano, Vicent López i Maella, entre d'altres, com a models de moltes de les seues obres. Reprodueix models compositius, actituds i gestos de les figures, fent un ús cult de les làmines religioses de l'època.
Podem considerar deixebles seus a Carbó Rovira, José Gallén Puig, Antonio Lozano Santiago, Nicolás Betí Vilar, José Navarro Montoliu i Fernando Mundina.
L'enumeració de l'obra d'Oliet, tant la conservada com la desapareguda o destruïda, és la següent:

### Decoracions al fresc
- Llotja del Cànem de Castelló (1797-1798). Decoració de la façana d'inspiració clàssica, on destaquen quatre matrones personificant les estacions.[6]
- Església de San Vicente de Piedrahita (1799-1802). Cúpula i petxines del creuer. (No es conserven)
- Ermita del Calvari d'Almassora (1800). Presbiteri i petxines del creuer.[20] (No es conserven)
- Convent de Sant Agustí de Castelló (1801). Cel·la prioral.[21] (No es conserven)
- Convent de les Clarisses de Castelló. Voltes del presbiteri i de la nau central (1800-1803).[22] (No es conserven)
- Església de la Mare de Déu de l'Assumpció de La Vall d'Uixó (1803). Volta de la nau central i petxines.[8]
- Església del Sant Àngel Custodi de la Vall d'Uixó (1803). Àtic del retaule major.[23]
- Església de Sant Bartomeu de Torreblanca (1804-1805). Volta de la nau central, petxines del creuer i voltes del transsepte.[24][25]
- Església de l'Assumpció de Vilafamés (1807-1808), en les petxines, la volta del presbiteri, la capella de la Comunió i la sobreporta de la sagristia.[26][27]
- Convent de la Mercé de Borriana (1809), en les petxines de la cúpula.[28][29]
- Ermita del Calvari de les Coves de Vinromà (1809-1810), amb escenes de la Passió i Resurrecció de Jesús.[28]
- Església de Sant Miquel Arcàngel de Canet lo Roig (1797-1811), en la cúpula i petxines, volta del presbiteri i diafragmes que tanquen els quatre braços de la nau, a la capella de la Comunió.[10][30]
- Església arxiprestal de Santa Maria d'Alcoi (1811-1812), en l'absis i la volta.[28] (No es conserven)
- Església de Sant Agustí d'Alfara de la Baronia (1813-1814), en les voltes, en les petxines del creuer, sobre les portes d'accés a la capella de la Comunió i la sagristia, i en la capçalera del baptisteri.[31]
- Església de Sant Pere Apòstol de Cinctorres (1814-1819). Presbiteri i cúpula de la capella de Sant Vito.[32]
- Església de la Transfiguració del Salvador de Sucaina (1816).[33]
- església dels Sants Reis de Castellnou (1817), en la capella del Crist.[33]
- Església de Sant Jaume de Petrés (1817-1818), en la cúpula i en els intercolumnis del fris superior, en la capella de la Comunió.[33][34]
- Ermita del Calvari de Vilanova d'Alcolea (1818).[33][35]
- Església de Sant Bartomeu de Benicarló (1819).[33] (No es conserven)
- Església de Sant Jaume Apòstol d'Algemesí (1822-1823), en les llunetes de la volta i en el murs dels peus de l'església.[36]
- Església de Sant Jeroni d'Alfarrasí (1823), en la volta de l'absis, les petxines i els medallons de la volta.[37]
- Ermita de la Mare de Déu del Socors de Càlig (1824), en la volta de l'absis, la cúpula i les petxines.[38][39]
- Església de la Transfiguració del Senyor d'Ibi (1825), en el presbiteri, en la volta de l'absis, la volta del transsepte i les petxines del creuer.[40]
- Ermita de la Mare de Déu de la Misericòrdia de Vinaròs (1827), en la volta de la nau, les petxines i les llunetes.[41]
- Església de l'Assumpció de Suera (post. 1830), en les petxines del creuer.[42]

### Pintures a l'oli
- Exèquies del Beat Gaspar Bono (1792-1796). Col·lecció particular.[4]
- Dues obres per a la capella de Sant Climent (1799-1800). Església Arxiprestal de Sant Mateu.[5] (No es conserven).
- Predicació de Sant Vicent Ferrer i Sant Vicent Ferrer (1799-1802). Església de San Vicente de Piedrahita.[43]
- La Dolorosa, Sant Antoni Abat, Sant Antoni de Pàdua i La mort de Sant Josep (1800-1803). Obres realitzades per al convent de les Clarisses de Castelló i que actualment es troben a Santa Maria la Major de Castelló.[44]
- Santa Clara i Santa Agnès i Sant Francesc d'Assís reben els estigmes (1800-1803). Santa Maria la Major de Castelló,[45] probablement realitzades també per al convent de les Clarisses.
- Pintures de l'altar major i dels laterals (1800). Ermita del Calvari d'Almassora.[20] (No es conserven)
- Un quadre per a cobrir el nínxol on es trobava la imatge de Sant Francesc Xavier (1802). església Arxiprestal de Santa Maria de Morella.[20]
- Decoració de l'arc triomfal per a celebrar la visita de Carles IV i la seva família el 1802, realitzat per al Convent de Sant Agustí de Castelló.[7]
- La Puríssima (1803), per a l'altar homònim de l'església de Sant Pere de Cinctorres.[46]
- Les bodes de Canà i La multiplicació dels pans i els peixos (1803-1804). Església de Santa Maria la Major de Castelló.[46] (No es conserven).
- Immaculada (1803-1804). Col·lecció particular.
- Llenços per a la capella de la Correa del convent de Sant Agustí de Castelló (1806).[32]
- Retrat de Ferran VII (1808), realitzat per a l'Ajuntament de Castelló de la Plana i conservat actualment en el Museu de Belles Arts de Castelló de la Plana,[47]
- La Mort de la Verge i El casament de la Verge Maria i Sant Josep (1811-1812). Dos grans llenços adherits als murs laterals de l'altar de l'Església arxiprestal de Santa Maria d'Alcoi.[28]
- Santíssima Trinitat (1814). Església Arxiprestal de Santa Maria de Morella.[32] (No es conserva).
- Sant Cristòfol (1814). Església de Sant Joan de Morella.[32] (No es conserva).
- Llenç de l'altar major (1814). Església de Sant Pere de Cinctorres.[32]
- Sant Antoni i Mare de Déu del Roser (1815). Església de l'Assumpció de Benassal.[32]
- Triomf de Sant Joan de Déu (1815). Ermita de la Mare de Déu de la Vallivana.[48] (No es conserven).
- Epifania i Adoració dels pastors (1822-1823). Dos gran llenços situats al presbiteri de l'església de Sant Jaume d'Algemesí.[49]
- Salvador Eucarístic (post. 1830). Església de Sant Bartomeu d'Atzeneta del Maestrat.[15]
- Salvador Eucarístic (post. 1830). Església de la Nativitat d'Almassora.[15]
- Triomf de Sant Joan de Déu (post. 1830). Ermita del Salvador d'Onda.[50]
- Retrat de la reina Isabel II de xiqueta (1843), realitzat per a l'Ajuntament de Castelló de la Plana.[15]
- Salvador Eucarístic i Bon Pastor (1844-1849). Col·lecció particular.[51]
- Salvador Eucarístic (1848). Església de l'Assumpció d'Onda.[15]